# Junodia congica
Junodia congica är en bönsyrseart som beskrevs av Giglio-tos 1915. Junodia congica ingår i släktet Junodia och familjen Hymenopodidae. Inga underarter finns listade i Catalogue of Life.